# Килборн (Илиноис)
Килборн (енгл. Kilbourne) град је у америчкој савезној држави Илиноис.

## Демографија
По попису из 2010. године број становника је 302, што је 73 (-19,5%) становника мање него 2000. године.
| Група             | 2000.       | 2010.       |
| Белци             | 364 (97,1%) | 296 (98,0%) |
| Афроамериканци    | 1 (0,3%)    | 0 (0,0%)    |
| Азијати           | 1 (0,3%)    | 1 (0,3%)    |
| Хиспаноамериканци | 3 (0,8%)    | 3 (1,0%)    |
| Укупно            | 375         | 302         |